# Stardust Crusaders
Stardust Crusaders (スターダストクルセイダース, Sutādasuto Kuruseidāsu), connu initialement sous le nom 3e partie : Jotaro Kujo – Un héritage pour le futur (第3部 空条承太郎 ―未来への遺産, Dai san bu Kūjō Jōtarō: Mirai e no isan), est la troisième partie du manga JoJo's Bizarre Adventure écrit et dessiné par Hirohiko Araki. Elle a été publiée entre 1989 et 1992 dans le magazine Weekly Shōnen Jump, et comporte 152 chapitres compilés dans les volumes 13 à 28.
Elle a été adaptée en deux séries d'OAV, entre 1993 et 1994 puis entre 2000 et 2002, par le Studio A.P.P.P.. Une série télévisée d'animation est diffusée depuis avril 2014 sur Tokyo MX.
Initialement publiée en France par l'éditeur J'ai Lu, Tonkam rachète les droits de la série, et après avoir publié Golden Wind et Stone Ocean, entreprend de rééditer les anciennes saisons, en publiant Stardust Crusaders depuis janvier 2013.

## Synopsis
Novembre 1988, Tokyo, Japon. Voici la destinée de Jotaro, petit-fils de Joseph et fils de Holy. Lycéen voyou et caractériel, il est enfermé en prison lorsque son grand-père, appelé en urgence, arrive. Jotaro semble possédé par un esprit et refuse de sortir de sa cellule. Il ignore qu'en fait il possède un Stand, un double psychique représenté sous la forme d'un corps astral aux pouvoirs incroyables.
Une fois que son grand-père l'a mis au courant de la nature de son nouveau pouvoir, il lui apprend une bien terrible nouvelle. Dio, ennemi héréditaire de leur lignée, s'est réveillé d'entre les morts.
De plus, le réveil de Dio a déclenché l'apparition des Stands de la famille Joestar. Seul problème, une terrible fièvre chez Holy, mère de Jotaro et fille de Joseph, se développe également et menace sa vie. Son esprit pacifique rejette le Stand et si Dio n'est pas annihilé d'ici cinquante jours, elle en perdra la vie !
Parti avec deux compagnons eux aussi possesseurs d'un Stand, Joseph et Jotaro partent pour l'Égypte afin de réaliser le but de leur destinée : détruire le démon une bonne fois pour toutes et sauver celle qu'ils aiment. Mais Dio est bien décidé à les tuer et envoie plusieurs assassins dotés d'un Stand afin de stopper leur avancée.
Jotaro et ses amis arriveront-ils à en finir avec le terrible Dio qui semble lui aussi doté d'un Stand particulièrement redoutable ? Arriveront-ils à découvrir son terrible secret et à sauver Holy ?

## Personnages

### Protagonistes
Jotaro Kujo (空条 承太郎, Kujō Jōtarō)
Stand : Star Platinum (星の白金（スタープラチナ）, Sutā Purachina) → Star Platinum The World (星の白金（スタープラチナ） 世界（ザ・ワールド）, Sutā Purachina Za Wārudo)
Personnage principal de cette partie, Jotaro est le fils d'Holy Joestar et le petit-fils de Joseph Joestar. Âgé de 17 ans, c'est un lycéen taciturne et rebelle mais qui montre néanmoins un grand cœur et un sens de la justice à toute épreuve. Son Stand Star Platinum est un humanoïde très puissant et rapide.
Joseph Joestar (ジョセフ・ジョースター, Josefu Jōsutā)
Stand : Hermit Purple (隠者の紫（ハーミットパープル）, Hāmitto Pāpuru)
Grand-père de Jotaro et père de Holy, il est désormais un homme d'âge mur à la tête d'une grande compagnie immobilière. Il révèle à Jotaro l'existence de Dio. Son Stand Hermit Purple se manifeste par des ronces violettes sortant de sa main et peut créer des photographies de n'importe qui à distance.
Mohammed Abdul ou Avdol (モハメド・アヴドゥル, Mohamedo Avuduru)
Stand : Magician's Red (魔術師の赤（マジシャンズレッド）, Majishanzu Reddo)
Cartomancien égyptien, il est le premier à rejoindre Joseph pour retrouver Dio. Doté d'une grande connaissance des Stands, il est le membre le plus sage du groupe et son Stand est Magician's Red, un oiseau bipède rouge qui manipule le feu. Laissé pour mort après avoir subi les attaques de J.Gail et Hol Horse pour sauver Polnareff, il réapparaît plus tard bien vivant, ayant feint sa mort pour tromper Dio. Abdul sera finalement tué par le vampire Vanilla Ice.
Noriaki Kakyoin (花京院 典明, Kakyōin Noriaki)
Stand : Hierophant Green (法皇の緑（ハイエロファントグリーン）, Haierofanto Gurīn)
Jeune lycéen, il rejoint le groupe de Joseph pour se venger de Dio qui l'a asservi et ainsi laver son honneur. Il perce le secret du stand de Dio mais est tué par ce dernier. Son Stand Hierophant Green est une créature bipède faite d'émeraude qui peut s'infiltrer dans le corps d'une personne pour la contrôler. Durant le combat contre N'doul, il se fit trancher les yeux et demeura absent jusqu'à l'arrivée du groupe Joestar au manoir de DIO. Il affrontera Terence T. D'Arby dans un jeu vidéo de course, mais ce dernier perdit son âme qui finit par être emprisonnée dans une poupée. Il sera libéré après que Jotaro et Joseph aient battu Terence. Pendant le combat contre DIO, il essaie de toucher ce dernier avec son Emerald Splash. Nonobstant, il finit par se faire transpercer par The World et avant qu'il ne meure, il délivre un message à Joseph Joestar permettant de découvrir le pouvoir caché du stand.
Jean-Pierre Polnareff (ジャン＝ピエール・ポルナレフ, Jan Piēru Porunarefu)
Stand : Silver Chariot (銀の戦車（シルバーチャリオッツ）, Shirubā Chariottsu)
Originaire de France, il combat d'abord le groupe de Joseph à Hong-Kong mais décide finalement de les rejoindre pour retrouver l'assassin de sa petite sœur tuée par un manieur de stand ayant deux mains droites. D'abord rival avec Avdol, les deux hommes se nouent finalement d'une très grande amitié. C'est un manieur de stand très sûr de lui, un peu trop d'ailleurs. Il a un grand sens de l'honneur et préfère les combats équitables. Son Stand Silver Chariot est un humanoïde en armure doté d'une rapière. Silver Chariot est extrêmement rapide et peut même le devenir encore plus en enlevant son armure, au risque de réduire considérablement sa défense.
Iggy (イギー, Igī)
Stand : The Fool (愚者（ザ・フール）, Za Fūru)
Chien de petite taille au caractère ingrat et individualiste. Il est apporté au groupe Joestar par un hélicoptère de la fondation Speedwagon. Originaire de New York, il a donné du fil à retordre à la fourrière avant d'être capturé non sans mal par Abdul, qui s'estime heureux qu'Iggy ne soit pas un ennemi. En effet, le pouvoir de son stand peut manier le sable à sa guise et vainc facilement Polnareff. Il tue Pet Shop et Tenore Sax. Il finit par combattre aux côtés de Polnareff face à Vanilla Ice. Il est malheureusement tué par ce dernier.

### Antagonistes

#### Stands nommés selon les cartes de tarot
Grey Fly (グレーフライ, Gurē Furai)
Stand : Tower of Grey (灰の塔（タワー・オブ・グレー）, Tawā Obu Gurē)
Doté d'un stand foncièrement malfaisant selon les dires d'Avdol, Grey Fly est un vieil homme qui s'est laissé corrompre par Dio sans que celui ci ne lui implante de bourgeon de chair. Afin d'éliminer le groupe des Joestar, il prend le même avion qu'eux et laisse son Stand, un scarabée particulièrement cruel, semer le chaos dans l'appareil. Il est tué par Noriaki Kakyoin.
Capitaine Tennille (imposteur) (偽キャプテン・テニール, Nise Kyaputen Tenīru)
Stand : Dark Blue Moon (暗青の月（ダークブルームーン）, Dāku Burū Mūn)
Il usurpe l'identité du capitaine chargé d'emmener le groupe Joestar en bateau. Son Stand Dark Blue Moon est une sorte de reptile bipède aquatique particulièrement dangereux qui peut entre autres créer des balanes sur ses adversaires pour les immobiliser. Démasqué involontairement à la suite d'une ruse de Jotaro, il est finalement tué par ce dernier.
Forever (フォーエバー, Fōebā)
Stand : Strength (力（ストレングス）, Sutorengusu)
Un orang-outan enfermé dans une cage à bord d'un gigantesque navire sur lequel monte le groupe Joestar. La jeune fugueuse qui suit le groupe remarque que l'orang-outan est intelligent, il sait peler une pomme, fumer une cigarette et sortir de sa cage. Jotaro finit par comprendre que le navire n'est autre que le Stand de l'orang-outan. Le singe peut ainsi tout contrôler dans ce bateau, il peut attaquer avec des poulies, des cordes, des hélices de ventilateur… Après avoir sauvagement tué les marins de l'équipage de Tenille, l'orang-outan attaque la jeune fugueuse qui prenait sa douche avant d'être confronté par Jotaro. Il est sera finalement tué par Jotaro qui le considère plutôt comme un monstre que comme un animal.
Devo le maudit (呪いのデーボ, Noroi no Dēbo)
Stand : Ebony Devil (悪魔（エボニーデビル）, Ebonī Debiru)
Le plus déroutant des sbires de Dio. C'est un amérindien dont le corps est bardé de cicatrices et qui gagne sa vie en étant tueur à gages pour le compte de mafieux, hommes politiques et particuliers comme Dio. Devo tend un piège à Polnareff à Singapour en se cachant dans le frigo de sa chambre d'hôtel. Il sera finalement démasqué par le Français qui remarquera des bouteilles étrangement laissées par terre. Il se laisse volontairement mutiler par Polnareff car son stand, une poupée vaudou, devient plus fort sous l'effet de la souffrance qu'on lui inflige. Devo s'enfuit en sautant du balcon, laissant son Stand attaquer Polnareff. Particulièrement vicieux et cruel, la poupée incite Polnareff à regarder sous son lit avant de l'y attacher par surprise puis de scier les pieds du lit et d'écraser son adversaire avec le mobilier lourd de plusieurs quintaux. Polnareff, sous le lit, ne peut pas voir son adversaire et son Stand Silver Chariot ne peut donc pas viser la poupée. Ebony Devil tente ensuite d'électrocuter Polnareff mais Silver Chariot a brisé un miroir, ce qui permet à Polnareff de voir le reflet du Stand dans les débris et ainsi, de le lacérer. Les dégâts subis par un Stand étant répercutés sur son utilisateur même à distance, Devo meurt de ses blessures dans les toilettes de l'hôtel.
Rubber Soul (ラバーソール, Rabā Sōru)
Stand : Yellow Temperance (黄の節制（イエローテンパランス）, Ierō Tenparansu)
Son Stand que tout le monde peut voir est une sorte de matière élastique qui peut lui faire prendre n'importe quelle apparence et c'est ainsi qu'il prend celle de Noriaki Kakyoin pour piéger Jotaro. Finalement démasqué, il révèle un autre pouvoir de Yellow Temperance, celui d'avoir des propriétés collantes et corrosives. À la suite d'un combat particulièrement éprouvant, il est vaincu par Jotaro avant de s'excuser et de le supplier de l'épargner. Mais une fois la garde de Jotaro baissée, Rubber Soul l'attaque à nouveau mais le jeune Kujo le met hors d'état de nuire. Rubber Soul tente encore de sauver sa peau mais cette fois-ci, Jotaro ne se fait pas avoir et massacre son adversaire d'un déluge de poings de Star Platinum.
Hol Horse (ホル・ホース, Horu Hōsu)
Stand : Emperor (皇帝（エンペラー）, Enperā)
Manieur de stand à l'apparence de cow-boy, son Stand est un revolver dont il peut contrôler la trajectoire des balles. Il drague une jeune indienne issue d'une riche famille pour lui prendre son éléphant. Faisant équipe avec J.Geil, il abattra Abdul venu sauver Polnareff. Par la suite, il s'arrête au faux hôtel d'Enya au Pakistan et se fait attaquer par cette dernière pour ne pas avoir pu sauver son fils J.Geil. Se faisant passer pour mort, il avertira ensuite Polnareff des intentions d'Enya et le suppliera de le sauver, ce que le français refuse car il a tué Abdul (Polnareff ne sait pas encore qu'Abdul est toujours vivant). Par la suite, rétabli de ses blessures, il volera ensuite le 4x4 du groupe Joestar pour s'enfuir. Il est l'un des rares sbires de Dio à ne pas mourir.
J. Geil (J・ガイル, Jei Gairu)
Stand : Hanged Man (吊られた男（ハングドマン）, Hangudoman)
Fils de Enya Geil, il a deux mains droites comme elle. C'est un homme imposant au crâne chauve et aux yeux blancs. Cruel et pervers, il est le violeur et l'assassin de la sœur de Polnareff, c'est pourquoi ce dernier cherche à le tuer. Son stand est une sorte de momie qui attaque dans les reflets : une blessure subie par le reflet affectera la véritable personne. Il semblerait également qu'il ait le don de repousser la pluie. Ayant soif de vengeance, Polnareff ira le défier seul malgré les avertissements d'Abdul. Cependant, J.Geil se cache et accompagné d'Hol Horse, prend le dessus sur Polnareff avant qu'Abdul n'intervienne. Blessé par Hanged Man, Abdul est ensuite abattu par Emperor de Hol Horse (il échappera à la mort in-extremis mais Polnareff le croira mort), ce qui attriste encore plus Polnareff. Par la suite, Hanged Man traquera Polnareff et Kakyoin et attaquera dans tous les reflets possibles, comme les yeux des habitants de la ville. Le jeune japonais attirera l'attention de la foule avec des pièces de monnaie tandis que le français enverra de la poussière dans les yeux de celui qui héberge malgré lui Hanged Man, forçant le Stand à sortir et ainsi, être à portée de l'épée de Silver Chariot. Blessé tout comme son Stand, J.Geil subira la vengeance de Polnareff et finira pendu par le pied à une grille.
Nena (ネーナ, Nēna)
Stand : Empress (女帝（エンプレス）, Empuresu)
Manieuse de stand laide qui se cache sous l'apparence d'une belle jeune femme. Accompagnant Hol Horse, elle est légèrement blessée au bras et envoie un peu de son sang sur le bras de Joseph. Ce dernier est alors atteint par son Stand Empress : de la goutte de sang émerge une verrue qui grossit jusqu'à devenir un petit être moqueur et vicieux. Après avoir tué le docteur censé opérer Joseph, Empress fait passer ce dernier pour un assassin et le frappe avec ses bras. Redoublant d'ingéniosité, Joseph plongera son bras parasité dans du goudron, ce qui immobilise Empress avant de la tuer avec les ronces d'Hermit Purple. Nena subit alors le même destin que son hideux Stand.
ZZ (ズィー・ズィー, Zī Zī)
Stand : Wheel of Fortune (運命の車輪（ホイール・オブ・フォーチュン）, Hoīru Obu Fōchun)
Il a une apparence assez grotesque, son corps est chétif alors que ses bras sont très musclés. Son Stand est une voiture capable de prouesses dépassant les lois de la physique et tente d'envoyer le 4x4 du groupe Joestar dans un ravin. Après avoir été vaincu par Jotaro, il est abandonné enchaîné à un rocher en plein désert.
Enya Geil (エンヤ婆（エンヤ・ガイル）, En'ya Gairu)
Stand : Justice (正義（ジャスティス）, Jasutisu)
Mère de J.Geil, c'est une vieille femme admirative du charisme de Dio et qui lui a appris tout ce qu'elle savait sur les Stands. Bras-droit du vampire, elle envoie les différents manieurs de Stand basés sur le Tarot attaquer le groupe Joestar et brûle d'une très grande soif de vengeance envers Polnareff qui a tué son fils. Au Pakistan, elle tient un hôtel et accepte d'héberger les Joestar. Alors qu'elle avait caché sa main gauche en forme de main droite pour ne pas être repérée, elle s'adresse à Joseph en l'appelant "Monsieur Joestar" alors qu'il ne s'était pas présenté, éveillant les soupçons de Jotaro. Hol Horse arrive à l'hôtel peu après et mais Enya lui transperce la main avec des ciseaux, lui reprochant d'avoir laissé mourir son fils. Avec son stand Justice qui génère une brume pouvant contrôler une personne blessée, elle force Hol Horse à se tirer une balle dans la tête avec son propre Stand. Attiré par le bruit, Polnareff la rejoint et après lui avoir fait croire qu'elle était tombée, tente de l'assassiner à son tour mais Hol Horse, ayant feint sa mort, l'avertit à temps. Poursuivi par une armée de zombies, Polnareff tombe sous l'emprise de Justice qui le force à lécher les toilettes de l'établissement. Arrive alors Jotaro qui cherche Polnareff. Enya l'appelle par son prénom, alors qu'elle n'est pas censé le connaître car il a inscrit "Qtaro" sur le registre. Démasquée, Enya envoie son armée de zombies jusqu'à ce que Star Platinum neutralise Justice en l'aspirant et en le maintenant dans sa bouche, asphyxiant à la fois le Stand et sa manieuse. Il s'avérera ensuite que la ville n'est qu'une illusion créée par Justice, l'endroit étant un cimetière et les zombies des cadavres inanimés. Enya est faite prisonnière par le groupe Joestar afin d'obtenir des informations sur Dio mais Steely Dan intervient et lui fait subir un traitement horrible : avec son Stand Lovers, il accélère la croissance du bourgeon de chair situé dans la tête d'Enya. Des tentacules transpercent alors la tête de la vieille femme qui est choquée de voir que Dio ne lui faisait pas confiance et la considérait comme un sous-fifre. Malgré les sollicitations de Joseph, elle refuse de trahir Dio, se persuadant qu'elle est toujours importante à ses yeux, avant de mourir cruellement.
Steely Dan (鋼入りのダン（スティーリー・ダン）, Sutīrī Dan)
Stand : Lovers (恋人（ラバーズ）, Rabāzu)
Arrivé pour tuer Enya à la suite de son échec, Steely Dan est un homme cruel payé par Dio. Son Stand Lovers est un être minuscule qui s'infiltre dans la tête de son ennemi, en l'occurrence Joseph Joestar, et fait subir à son hôte une douleur intense à chaque fois que son manieur Steely Dan est frappé. Ainsi, frapper Steely Dan infligera une douleur terrible à Joseph, risquant de le tuer. Tenant le vétéran en otage, Dan inflige les pires humiliations à Jotaro, ce dernier ne pouvant rien faire au risque de tuer son propre grand-père. D'un autre côté, Joseph utilise son Stand Hermit Purple pour visionner l'intérieur de son crâne sur un écran de télévision. Noriaki Kakyoin et Jean-Pierre Polnareff miniaturisent alors leurs Stands pour les envoyer dans le crâne de Joseph via l'oreille. Lovers consommant des cellules cérébrales de Joseph, il se clone, rendant la tâche difficile à Hierophant Green et Silver Chariot. C'est finalement Hierophant Green qui vaincra Lovers, forçant ce dernier à cesser de parasiter Joseph. Dan révèle ensuite sa lâcheté en suppliant Jotaro de l'épargner avant d'envoyer Lovers parasiter une petite fille mais Hierophant Green a mis le Stand hors d'état de nuire en l'attachant. Libéré de sa contrainte, Jotaro tue Steely Dan en lui infligeant un déluge de coups d'une violence inouïe, lui reprochant non seulement les humiliations mais également d'avoir tué Enya.
Arabia Fats (アラビア・ファッツ, Arabia Fattsu)
Stand : Sun (太陽, Taiyō)
Son stand est un soleil artificiel. Alors que le groupe Joestar traverse le désert d'Arabie Saoudite, la chaleur monte exponentiellement et le soleil persiste même avec la tombée de la nuit. Le Stand "Sun" est ainsi démasqué mais se rapproche un peu du sol et génère une chaleur intense qui tue les dromadaires du groupe Joestar et désintègre un scorpion. Sun génère également des rayons lasers qui pulvérisent tout ce qu'ils touchent. Le groupe parvient à se cacher sous des rochers et découvre que l'utilisateur de Sun est dissimulé derrière un miroir en face d'eux. C'est alors que Jotaro le vainc facilement en l'assommant avec une pierre.
Mannish Boy (マニッシュ・ボーイ, Manisshu Bōi)
Stand : Death Thirteen (死神13（デスサーティーン）, Desu Sātīn)
Alors que le groupe Joestar s'apprête à quitter l'Arabie Saoudite par avion, une femme apporte un bébé malade qu'elle a trouvé et exige qu'il soit emmené à l'hôpital par cet avion. Le groupe décide de prendre avec eux ce bébé de 11 mois. Cependant, il est doté d'une intelligence d'adulte, est particulièrement méchant et cruel mais le groupe ne se doute de rien. Le Stand du bébé, Death Thirteen, n'apparaît que dans les rêves. Cruel et moqueur comme son manieur, ce Stand à l'apparence d'un clown vêtu d'une cape et armé d'une faux. Dans son monde, non seulement les Stand adverses ne peuvent pas venir mais les blessures qu'il cause se répercutent dans le monde réel et la cible n'a plus aucun souvenir de lui si elle se réveille. Noriaki Kakyoin et Jean-Pierre Polnareff tombent dans son piège et perturbent Joseph qui perd le contrôle de l'avion. L'appareil s'écrase en plein désert et le groupe fait un bivouac. Noriaki se retrouve à nouveau confronté à Death Thirteen dans son rêve et à son réveil, tente d'alerter ses compagnons sur le danger que représente le bébé, en vain. Craignant qu'il délire, Polnareff l'assomme. Peu après, Joseph, Jotaro et Polnareff s'endorment et tombent eux-aussi dans le piège de Death Thirteen. Le Stand sera finalement vaincu par le Hierophant Green de Noriaki. Au réveil du groupe, Noriaki est le seul à connaître les véritables intentions du bébé. Pour le punir, Noriaki prend un morceau de la crotte que le bébé vient de faire dans sa couche et la mélange avec de la soupe. Joseph se propose alors de faire manger le bébé sans se douter de ce que contient le bol. Le bébé change alors radicalement de comportement, désespère à l'idée de ce que l'on veut lui faire manger, jure dans ses pensées de ne plus jamais se moquer des adultes et de s'en prendre au groupe Joestar. Alors qu'il ferme la bouche, Polnareff le chatouille, ce qui permet à Joseph de lui mettre la cuillère dedans et voilà que le bébé se retrouve à manger sa propre crotte, sous le regard amusé de Noriaki. Comme ce dernier lui avait ordonné, le bébé doit être sans doute retourné chez sa mère en ville.
Cameo (カメオ, Kameo)
Stand : Judgement (審判（ジャッジメント）, Jajjimento)
Il est présent sur une petite île sur laquelle Joseph a voulu accoster pour rencontrer le père de Mohammed Abdul (en réalité Abdul lui-même se faisant passer pour son père afin de faire croire à Dio qu'il a été tué). Son stand est un génie mécanique qui propose trois vœux à Polnareff. Ce dernier, incrédule au départ, souhaite voir ressusciter sa sœur Chérie ainsi qu'Abdul. C'est alors qu'ils reviennent à la vie, mais en tant que des clones de terres avide de chair humaine. Polnareff étant en très mauvaise posture, il est sauvé par Abdul, révélant ainsi qu'il a survécu car la balle d'Hol Horse ne lui a fait que lui érafler le front. Avec son Stand Magician's Red, Abdul parvient à vaincre Judgement et remarque un tuyau émergeant de terre, la cachette de Cameo. Abdul et Polnareff bouchent le tuyau avec une feuille puis avec son doigt, privant Cameo d'air avant d'y mettre des insectes puis menacent d'uriner dedans. Cameo surgit alors de terre avant d'être carbonisé par Magician's Red.
Midler (ミドラー, Midorā)
Stand : High Priestess (女教皇（ハイプリエステス）, Hai Puriesutesu)
Son Stand est manipulable à distance et attaque Joseph et son groupe alors qu'ils traversent la Mer Rouge à bord d'un sous-marin. Le visage d'High Priestess est semblable à un tiki et son pouvoir est d'infiltrer n'importe quelle surface métallique ou minérale. C'est ainsi qu'elle parasite le sous-marin et menace grandement le groupe Joestar. Les 5 hommes sortent alors du sous-marin avec bouteilles, masques et tuba mais High Priestess a infiltré le masque de Polnareff. Elle rentre dans sa bouche avant d'être recrachée puis s'infiltre dans un récif de corail, devenant immense et avalant Jotaro. Cependant, Star Platinum pulvérise toutes les dents de son stand, défigurant Midler en même temps qui survit malgré tout.

#### Stands nommés selon les 9 dieux égyptiens
La fondation Speedwagon prévient le groupe Joestar que 9 hommes et femmes se sont réunis dans le manoir de Dio. Mohammed Abdul ne connait que les Stands basés sur le Tarot et ignore tout de ces 9 nouveaux adversaires dont les Stands sont basés sur les divinités égyptiennes.
N'Doul (ンドゥール, Ndūru)
Stand : Geb (ゲブ神, Gebu-shin)
Il est aveugle et possède une sorte de canne lui permettant d'entendre les vibrations de l'air. Ainsi, il comprend tout ce que fait le groupe Joestar même à des kilomètres de distance. Son Stand est une masse aqueuse extrêmement dangereuse. Vaincu par Jotaro, N'Doul se suicidera à l'aide de son propre Stand pour protéger le secret de son maître.
Oingo (オインゴ)
Stand : Khnum (クヌム神, Kunumu-shin)
Il peut transformer son visage en copiant ceux de ses adversaires. Ce manieur de stand se blesse avec sa propre bombe qu'il réservait à Jotaro.
Boingo (ボインゴ)
Stand : Thoth (トト神, Toto-shin)
Petit frère de Oingo, il est timide et peureux. Son stand qui a la forme d'un livre de bandes-dessinées lui permet de prédire l'avenir. Il rejoint son frère à l'hôpital après avoir croisé la route d'Iggy.
Anubis (アヌビス神, Anubisu-shin)
Chaka ()
Stand sans hôte attitré, il prend possession de Polnareff, combinant son pouvoir à celui de Silver Chariot. Il est vaincu par Jotaro.
Mariah (マライヤ, Maraiya)
Stand : Bastet (バステト女神, Basutetojo-shin)
Cette belle manieuse de stand peut rendre magnétique n'importe qui. Elle est vaincue par Joseph et Avdol.
Alessi (アレッシー, Aresshī)
Stand : Seth (セト神, Seto-shin)
Manieur de stand qui aime faire du mal aux enfants mais qui a peur des adultes, il est vaincu par Jotaro et Polnareff.
Daniel J. D'Arby (ダニエル・J・ダービー, Danieru Jei Dābī)
Stand : Osiris (オシリス神, Oshirisu-shin)
Ce joueur et tricheur professionnel n'use pas de violence. Il effectue des paris en tout genre qu'il remporte par tricherie. Il est vaincu par Jotaro.
Pet Shop (ペット・ショップ, Petto Shoppu)
Stand : Horus (ホルス神, Horusu-shin)
Ce faucon est le gardien de la demeure de Dio. Il est tué par Iggy qui y laisse une de ses pattes.
Terence T. D'Arby (テレンス・T・ダービー, Terensu Tī Dābī)
Stand : Atum (アトゥム神, Atumu-shin)
C'est le jeune frère de Daniel J. D'Arby. Il est piégé par Joseph et Jotaro, mais c'est ce dernier qui lui donne le coup de grâce.

#### Habitants du manoir de DIO
DIO Brando (DIO（ディオ）)
Stand : The World (世界（ザ・ワールド）, Za Wārudo)
À l'origine humain, il a été corrompu il y a longtemps de cela par le pouvoir du masque de pierre pour devenir monstre avec une force vampirique et à la soif de sang insatiable. Son stand en plus de sa condition de vampire (il a toujours un corps jeune malgré ses 122 ans) fait de lui un ennemi encore plus redoutable. Il tue Kakyoin et vide Joseph de son sang en le laissant pour mort. Après un combat titanesque, Dio est littéralement pulvérisé par Jotaro. On apprend bien plus tard que Dio a un fils.
Vanilla Ice (ヴァニラ・アイス, Vanira Aisu)
Stand : Cream (クリーム, Kurīmu)
Il se décapite pour prouver son allégeance à Dio. L'instant qui suit, Dio le ramène à la vie et l'envoie tuer Joseph et son groupe. Il tue Avdol et Iggy. Il est finalement tué par Polnareff qui l'expose à la lumière du soleil, celui-ci étant devenu également un vampire grâce au sang de Dio.
Kenny G (ケニーG, Kenī Jī)
Stand : Tenore Sax (ティナー・サックス, Tinā Sakkusu)
Ce manieur de stand, qui lui permet de créer des labyrinthes, est facilement tué par Iggy sans montrer de grande résistance. Hirohiko Araki étant un fan du musicien Kenny G, il s'excusera auprès de lui pour avoir donné son nom à un personnage aussi insignifiant.

### Autres personnages
Holy Kujo (空条 ホリィ, Kujō Horī, née Joestar)
Fille de Joseph, elle est d'un naturel jovial. Le retour de Dio aura un effet néfaste sur elle : le vampire ayant parasité le corps de Jonathan Joestar, les descendants de ce dernier développent un Stand. Si Joseph et Jotaro, dotés d'une force de caractère puissante, contrôlent leur nouveau pouvoir, ce n'est pas le cas d'Holy, gentille et naïve, pour qui son Stand est un véritable poison.
La fille vagabonde (家出少女, Iede Shōjo)
De son vrai prénom Anne, c'est un passager clandestin présent le bateau du (faux) capitaine Tennille. Elle se fait passer pour un garçon voulant rejoindre son père à Singapour. C'est en la sauvant d'une attaque de Dark Blue Moon que Jotaro découvrira qu'il s'agit en fait d'une fille. Si les deux se détestent au départ, Anne finira par être séduite par le charisme de Jotaro et accompagnera le groupe.
Suzie Q. Joestar (スージーQ・ジョースター, Sūjī Kyū Jōsutā)
Épouse de Joseph, de nationalité italienne. Ils se sont connus lorsque Joseph est venu s'entraîner sous la tutelle de Lisa-Lisa.
Roses (ローゼス, Rōzesu)
Chauffeur de Suzie Q. Joestar, il officie aussi en tant que garde du corps.
Cherie (シェリー, Sherī)
Petite sœur de Polnareff, elle est violée et tuée par J. Geil. Caméo la fera revenir d'entre les morts sous la forme d'un clone cannibale.
Wilson Philips (ウィルソン・フィリップス, Wiruson Firippusu)
Sénateur enlevé et tué par Dio.

## Analyse de l'œuvre
Partie sans aucun doute la plus populaire et la plus connue du manga à travers ses diverses adaptations, elle coïncide avec l'arrivée des Stands, l'arrivée à maturité de son créateur et un certain classicisme dans son déroulement qui se rapproche plus des canons du shōnen habituel. Une quête clairement présentée dès le début, un ennemi final bien connu et aussi une équipe de héros au caractère complémentaires et bien affirmés. Aussi, un voyage à travers l'Asie et le Moyen-Orient parsemé de petites anecdotes amusantes.
Mais ces prémices classiques au contraire de desservir le récit permettront à Hirohiko Araki, l'auteur, de s'appuyer sur des bases solides qui lui permettront de donner libre cours à son imagination et parfaire sa grande invention : les Stands.

## Liste des chapitres

### Version J'ai Lu
| no | Japonais          | Japonais      | Français          | Français      |
| no | Date de sortie    | ISBN          | Date de sortie    | ISBN          |
| --- | ----------------- | ------------- | ----------------- | ------------- |
| 12 | 9 octobre 1989    | 4-08-851068-2 | 20 décembre 2002  | 9782290319413 |
| Titre du volume : La naissance de l'être ultime !! Couverture (de gauche à droite) : Jotaro Kujo, Joseph Joestar Dos : Joseph JoestarListe des chapitres : - Ch. 105 : Perfidie au temple des sacrifices ! (Battle Tendency) - Ch. 106 : Le lien unissant Lisa Lisa et JoJo (Battle Tendency) - Ch. 107 : L'ultime onde de JoJo (Battle Tendency) - Ch. 108 : La tragédie de George Joestar (Battle Tendency) - Ch. 109 : La naissance de l'être ultime !! (Battle Tendency) - Ch. 110 : Le dernier pari de JoJo (Battle Tendency) - Ch. 111 : L'homme devenu dieu !! (Battle Tendency) - Ch. 112 : La prodigieuse naissance de la pierre rouge (Battle Tendency) - Ch. 113 : Le retour (Battle Tendency) - Ch. 114 : L'homme possédé par un esprit maléfique |                   |               |                   |               |
| 13 | 5 décembre 1989   | 4-08-851069-0 | 21 janvier 2003   | 9782290328026 |
| Titre du volume : Le maléfice de Dio Couverture (de gauche à droite) : Star Platinum, Jotaro Kujo Dos : Jotaro KujoListe des chapitres : - Ch. 115 : Le magicien des flammes - Ch. 116 : La véritable nature de l'esprit maléfique ! - Ch. 117 : L'homme à la tache étoilée - Ch. 118 : L'horrible intrus - Ch. 119 : Qui va rendre le jugement ?! - Ch. 120 : Le maléfice de Dio - Ch. 121 : Les guerriers aux Stands - Ch. 122 : Le démon dans l'appareil - Ch. 123 : Attaque insectoïde ! |                   |               |                   |               |
| 14 | 9 février 1990    | 4-08-851070-4 | 20 février 2003   | 9782290328057 |
| Titre du volume : Le navire désert et le singe Couverture (de gauche à droite) : Jean-Pierre Polnareff, Noriaki Kakyoin, Jotaro Kujo, Mohammed Abdul, Joseph Joestar Dos : Noriaki KakyoinListe des chapitres : - Ch. 124–126 : Silver Chariot (1–3) - Ch. 127–129 : Dark Blue Moon (1–3) - Ch. 130–132 : Strength (1–3) |                   |               |                   |               |
| 15 | 10 avril 1990     | 4-08-851215-4 | 19 mars 2003      | 9782290328224 |
| Titre du volume : Le revolver est plus fort que l'épée Couverture (de gauche à droite) : Jotaro Kujo, Jean-Pierre Polnareff Dos : Mohammed AbdulListe des chapitres : - Ch. 133–135 : Devil (1–3) - Ch. 136–139 : Yellow Temperance (1–4) - Ch. 140–142 : Emperor et Hanged Man (1–3) |                   |               |                   |               |
| 16 | 8 juin 1990       | 4-08-851216-2 | 18 avril 2003     | 9782290328293 |
| Titre du volume : L'expérience du combat ! Couverture (de gauche à droite) : Hol Horse, Jean-Pierre Polnareff, Jotaro Kujo, Star Platinum, Noriaki Kakyoin, Joseph Joestar Dos : Joseph JoestarListe des chapitres : - Ch. 143–145 : Emperor et Hanged Man (4–6) - Ch. 146–149 : Empress (1–4) - Ch. 150–152 : Wheel of Fortune (1–3) |                   |               |                   |               |
| 17 | 8 août 1990       | 4-08-851217-0 | 24 mai 2003       | 9782290328309 |
| Titre du volume : L'amoureux terrible Couverture (de gauche à droite) : Mohammed Abdul, Joseph Joestar, Jotaro Kujo, Hermit Purple, Star Platinum, Magician's Red, Noriaki Kakyoin, Jean-Pierre Polnareff, Silver Chariot, Hierophant Green Dos : Jotaro KujoListe des chapitres : - Ch. 153 : Wheel of Fortune (4) - Ch. 154–159 : Justice (1–6) - Ch. 160–162 : L'Amoureux (1–3) |                   |               |                   |               |
| 18 | 8 octobre 1990    | 4-08-851218-9 | 29 juin 2003      | 9782290328316 |
| Titre du volume : Death Thirteen Couverture : Jotaro Kujo Dos : Jotaro KujoListe des chapitres : - Ch. 163–165 : Lovers (4–6) - Ch. 166–167 : Le soleil (1–2) - Ch. 168–171 : Death Thirteen (1–4) |                   |               |                   |               |
| 19 | 4 décembre 1990   | 4-08-851219-7 | 26 juillet 2003   | 9782290329450 |
| Titre du volume : La lampe magique Couverture : Jean-Pierre Polnareff Dos : Jean-Pierre PolnareffListe des chapitres : - Ch. 172–173 : Death Thirteen (5–6) - Ch. 174–178 : Judgement (1–5) - Ch. 179–181 : High Priestess (1–3) |                   |               |                   |               |
| 20 | 8 février 1991    | 4-08-851220-0 | 23 août 2003      | 9782290329481 |
| Titre du volume : Orange au plastic Couverture (de gauche à droite) : Jotaro Kujo, Joseph Joestar, Jean-Pierre Polnareff, Noriaki Kakyoin Dos : Jean-Pierre PolnareffListe des chapitres : - Ch. 182 : High Priestess (4) - Ch. 183–188 : Iggy (The Fool) et N'Doul (Geb) (1–6) - Ch. 189–191 : Oingo (Khnum) - Boingo (Thoth) (1–3) |                   |               |                   |               |
| 21 | 10 mai 1991       | 4-08-851564-1 | 19 septembre 2003 | 9782290329528 |
| Titre du volume : La femme aux jolies jambes Couverture (de gauche à droite) : Star Platinum, Jotaro Kujo Dos : Jotaro KujoListe des chapitres : - Ch. 192 : Oingo (Khnum) - Boingo (Thoth) (4) - Ch. 193–198 : "Anubis" (1–6) - Ch. 199–201 : Mariah (Bast) (1–3) |                   |               |                   |               |
| 22 | 10 juillet 1991   | 4-08-851565-X | 21 novembre 2003  | 9782290329603 |
| Titre du volume : Disparition en chambre close Couverture : Jotaro Kujo Dos : Jotaro KujoListe des chapitres : - Ch. 202–204 : Mariah (Bast) (4–6) - Ch. 205–209 : Alessi (Stephan) (1–5) - Ch. 210 : Abattre Dio ?! |                   |               |                   |               |
| 23 | 10 septembre 1991 | 4-08-851566-8 | 17 décembre 2003  | 9782290329702 |
| Titre du volume : D'Arby's Collection Couverture : Jotaro Kujo Dos : Jotaro KujoListe des chapitres : - Ch. 211–216 : D'Arby the Gambler (1–6) - Ch. 217–219 : Hol Horse et Boingo (1–3) |                   |               |                   |               |
| 24 | 8 novembre 1991   | 4-08-851567-6 | 20 janvier 2004   | 9782290329740 |
| Titre du volume : Pet Shop, le gardien des Enfers Couverture : Jotaro Kujo Dos : Jotaro KujoListe des chapitres : - Ch. 220–221 : Hol Horse et Boingo (4–5) - Ch. 222–226 : Pet Shop, le gardien des Enfers (1–5) - Ch. 227–228 : D'Arby the Player (1–2) |                   |               |                   |               |
| 25 | 10 février 1992   | 4-08-851568-4 | 13 février 2004   | 9782290337868 |
| Titre du volume : D'Arby the Player Couverture (de gauche à droite) : Dio, Jotaro Kujo, Jean-Pierre Polnareff, Mohammed Abdul, Noriaki Kakyoin, Joseph Joestar, Iggy Dos : Jotaro KujoListe des chapitres : - Ch. 229–237 : D'Arby the Player (3–11) |                   |               |                   |               |
| 26 | 10 avril 1992     | 4-08-851569-2 | 20 février 2004   | 9782290337899 |
| Titre du volume : Vanilla Ice, miasmes d'outre-espace Couverture : Jotaro Kujo Dos : Jotaro KujoListe des chapitres : - Ch. 238–245 : Vanilla Ice, miasmes d'outre-espace (1–8) - Ch. 246 : Suzi Q. Joestar rend visite à sa fille |                   |               |                   |               |
| 27 | 10 juillet 1992   | 4-08-851570-6 | 23 mars 2004      | 9782290340622 |
| Titre du volume : Le monde de Dio Couverture : Dio Dos : DioListe des chapitres : - Ch. 247–256 : Le monde de Dio (1–10) |                   |               |                   |               |
| 28 | 4 août 1992       | 4-08-851634-6 | 21 avril 2004     | 9782290340646 |
| Titre du volume : Un long périple - Adieu, les amis Couverture (de gauche à droite) : Dio, Jotaro Kujo Dos : DioListe des chapitres : - Ch. 257–264 : Le monde de Dio (11–18) - Ch. 265 : Un long périple - Adieu, les amis |                   |               |                   |               |

### Version Tonkam
| no | Japonais          | Japonais      | Français         | Français          |
| no | Date de sortie    | ISBN          | Date de sortie   | ISBN              |
| --- | ----------------- | ------------- | ---------------- | ----------------- |
| 1 (13) | 5 décembre 1989   | 4-08-851069-0 | 23 janvier 2013  | 978-2-7595-0941-6 |
| La malédiction de Dio Couverture (de gauche à droite) : Star Platinum, Jotaro Kujo Dos : Jotaro KujoListe des chapitres : - Ch. 1 : L'homme hanté par un mauvais esprit - Ch. 2 : Le magicien des flammes - Ch. 3 : La vérité sur le mauvais esprit ! - Ch. 4 : L'homme à la marque en forme d'étoile - Ch. 5 : Le terrible envahisseur - Ch. 6 : Qui rendra le jugement ? - Ch. 7 : La malédiction de Dio - Ch. 8 : Les guerriers aux Stands - Ch. 9 : Le démon caché dans la machine - Ch. 10 : L'attaque de l'étrange insecte ! |                   |               |                  |                   |
| 2 (14) | 9 février 1990    | 4-08-851070-4 | 17 février 2013  | 978-2-7595-0942-3 |
| Le bateau désert et le singe Couverture (de gauche à droite) : Jean-Pierre Polnareff, Noriaki Kakyoin, Jotaro Kujo, Mohammed Abdul, Joseph Joestar Dos : Noriaki KakyoinListe des chapitres : - Ch. 11–13 : Silver Chariot (①–③) - Ch. 14–16 : Dark Blue Moon (①–③) - Ch. 17–19 : Strength (①–③) |                   |               |                  |                   |
| 3 (15) | 10 avril 1990     | 4-08-851215-4 | 17 avril 2013    | 978-2-7595-0943-0 |
| Le flingue est plus fort que l'épée Couverture (de gauche à droite) : Jotaro Kujo, Jean-Pierre Polnareff Dos : Mohammed AbdulListe des chapitres : - Ch. 20–22 : Devil (①–③) - Ch. 23–26 : Yellow Temperance (①–④) - Ch. 27–29 : Emperor et Hanged Man (①–③) |                   |               |                  |                   |
| 4 (16) | 8 juin 1990       | 4-08-851216-2 | 17 avril 2013    | 978-2-7595-0944-7 |
| L'apprentissage du combat ! Couverture (de gauche à droite) : Hol Horse, Jean-Pierre Polnareff, Jotaro Kujo, Star Platinum, Noriaki Kakyoin, Joseph Joestar Dos : Joseph JoestarListe des chapitres : - Ch. 30–32 : Emperor et Hanged Man (④–⑥) - Ch. 33–36 : Empress (①–④) - Ch. 37–39 : Wheel of Fortune (①–③) |                   |               |                  |                   |
| 5 (17) | 8 août 1990       | 4-08-851217-0 | 26 juin 2013     | 978-2-7595-0945-4 |
| Le redoutable Lover Couverture (de gauche à droite) : Mohammed Abdul, Joseph Joestar, Jotaro Kujo, Hermit Purple, Star Platinum, Magician's Red, Noriaki Kakyoin, Jean-Pierre Polnareff, Silver Chariot, Hierophant Green Dos : Jotaro KujoListe des chapitres : - Ch. 40 : Wheel of Fortune (④) - Ch. 41–46 : Justice (①–⑥) - Ch. 47–49 : Lover (①–③) |                   |               |                  |                   |
| 6 (18) | 8 octobre 1990    | 4-08-851218-9 | 26 juin 2013     | 978-2-7595-0946-1 |
| Death 13 Couverture : Jotaro Kujo Dos : Jotaro KujoListe des chapitres : - Ch. 50–52 : Lovers (④–⑥) - Ch. 53–54 : Le soleil (①–②) - Ch. 55–58 : Death 13 (①–④) |                   |               |                  |                   |
| 7 (19) | 4 décembre 1990   | 4-08-851219-7 | 21 août 2013     | 978-2-7595-0947-8 |
| La lampe magique Couverture : Jean-Pierre Polnareff Dos : Jean-Pierre PolnareffListe des chapitres : - Ch. 59–60 : Death 13 (⑤–⑥) - Ch. 61–65 : Judgement (①–⑤) - Ch. 66–68 : High Priestess (①–③) |                   |               |                  |                   |
| 8 (20) | 8 février 1991    | 4-08-851220-0 | 4 septembre 2013 | 978-2-7595-0948-5 |
| L'orange explosive Couverture (de gauche à droite) : Jotaro Kujo, Joseph Joestar, Jean-Pierre Polnareff, Noriaki Kakyoin Dos : Jean-Pierre PolnareffListe des chapitres : - Ch. 69 : High Priestess (④) - Ch. 70–75 : Iggy "The Fool" et N'Dour "Geb" (①–⑥) - Ch. 76–78 : Oingo "Khnum" et Boingo "Thoth" (①–③) |                   |               |                  |                   |
| 9 (21) | 10 mai 1991       | 4-08-851564-1 | 2 octobre 2013   | 978-2-7595-0949-2 |
| La femme aux jambes de déesse Couverture (de gauche à droite) : Star Platinum, Jotaro Kujo Dos : Jotaro KujoListe des chapitres : - Ch. 79 : Oingo "Khnum" et Boingo "Thoth" (④) - Ch. 80–85 : "Anubis" (①–⑥) - Ch. 86–88 : Mariah "Bastet" (①–③) |                   |               |                  |                   |
| 10 (22) | 10 juillet 1991   | 4-08-851565-X | 13 novembre 2013 | 978-2-7595-0950-8 |
| Disparition en chambre close Couverture : Jotaro Kujo Dos : Jotaro KujoListe des chapitres : - Ch. 89–91 : Mariah "Bastet" (④–⑥) - Ch. 92–96 : Alessi "Seth" (①–⑤) - Ch. 97 : Abattre Dio ?! |                   |               |                  |                   |
| 11 (23) | 10 septembre 1991 | 4-08-851566-8 | 15 janvier 2014  | 978-2-7595-0951-5 |
| D'Arby's Collection Couverture : Jotaro Kujo Dos : Jotaro KujoListe des chapitres : - Ch. 98–103 : D'Arby the Gambler (①–⑥) - Ch. 104–106 : Hol Horse et Boingo (①–③) |                   |               |                  |                   |
| 12 (24) | 8 novembre 1991   | 4-08-851567-6 | 26 mars 2014     | 978-2-7595-0952-2 |
| Pet Shop le gardien de l'enfer Couverture : Jotaro Kujo Dos : Jotaro KujoListe des chapitres : - Ch. 107–108 : Hol Horse et Boingo (④–⑤) - Ch. 109–113 : Pet Shop le gardien de l'enfer (①–⑤) - Ch. 114–115 : D'Arby the Player (①–②) |                   |               |                  |                   |
| 13 (25) | 10 février 1992   | 4-08-851568-4 | 23 avril 2014    | 978-2-7595-0953-9 |
| D'Arby the Player Couverture (de gauche à droite) : Dio, Jotaro Kujo, Jean-Pierre Polnareff, Mohammed Abdul, Noriaki Kakyoin, Joseph Joestar, Iggy Dos : Jotaro KujoListe des chapitres : - Ch. 116–124 : D'Arby the Player (③–⑪) |                   |               |                  |                   |
| 14 (26) | 10 avril 1992     | 4-08-851569-2 | 21 mai 2014      | 978-2-7560-5683-8 |
| Vanilla Ice, la pestilence du vide Couverture : Jotaro Kujo Dos : Jotaro KujoListe des chapitres : - Ch. 125–132 : Vanilla Ice, la pestilence du vide (①–⑧) - Ch. 133 : Suzi Q. Joestar rend visite à sa fille |                   |               |                  |                   |
| 15 (27) | 10 juillet 1992   | 4-08-851570-6 | 25 juin 2014     | 978-2-7560-5684-5 |
| Le monde de Dio Couverture : Dio Dos : DioListe des chapitres : - Ch. 134–143 : Le monde de Dio (①–⑩) |                   |               |                  |                   |
| 16 (28) | 4 août 1992       | 4-08-851634-6 | 2 juillet 2014   | 978-2-7560-6128-3 |
| Un long périple - Adieu, les amis Couverture (de gauche à droite) : Dio, Jotaro Kujo Dos : DioListe des chapitres : - Ch. 144–151 : Le monde de Dio (⑪–⑱) - Ch. 152 : Un long périple - Adieu, les amis |                   |               |                  |                   |

## Anime

### OAV
Une partie de la trame de cette partie a été adaptée en deux séries d'OAVs produites par le Studio A.P.P.P., respectivement sorties au Japon en 1993-1994 pour la première saison de 6 épisodes, et en 2000-2002 pour la seconde saison de 7 épisodes. La deuxième saison sert en fait de préquelle à la première saison. Les deux saisons ont été éditées en France par Déclic Images dans un coffret regroupant les 13 épisodes.

### Série télévisée
Un teaser annonçant l'adaptation de la 3e partie a été montré à la suite de la diffusion de l'épisode 26. Elle a ensuite été confirmée en octobre 2013, et est diffusée depuis le 4 avril 2014,. Cette saison est diffusée dans les pays francophones par Crunchyroll.

### Shueisha BOOKS
1. 1 2 3 4 5 6  Tome 7
2. 1 2 3 4  Tome 1
3. 1 2 3 4  Tome 2
4. 1 2 3 4  Tome 3
5. 1 2 3 4  Tome 4
6. 1 2 3 4  Tome 5
7. 1 2 3 4  Tome 6
8. 1 2 3 4  Tome 8
9. 1 2 3 4  Tome 9
10. 1 2 3 4  Tome 10
11. 1 2 3 4  Tome 11
12. 1 2 3 4  Tome 12
13. 1 2 3 4  Tome 13
14. 1 2 3 4  Tome 14
15. 1 2 3 4  Tome 15
16. 1 2 3 4  Tome 16

### Éditions Tonkam
1. 1 2  Tome 1
2. 1 2  Tome 2
3. 1 2  Tome 3
4. 1 2  Tome 4
5. 1 2  Tome 5
6. 1 2  Tome 6
7. 1 2  Tome 7
8. 1 2  Tome 8
9. 1 2  Tome 9
10. 1 2  Tome 10
11. 1 2  Tome 11
12. 1 2  Tome 12
13. 1 2  Tome 13
14. 1 2  Tome 14
15. 1 2  Tome 15
16. 1 2  Tome 16